# Confessions on a Dance Floor
Confessions on a Dance Floor là album phòng thu thứ mười của ca sĩ người Mỹ Madonna, phát hành ngày 9 tháng 11 năm 2005 bởi Warner Bros. Records. Khác với phong cách âm nhạc mang hơi hướng acoustic của album trước American Life (2003), đĩa nhạc chịu nhiều ảnh hưởng của nhạc disco thập niên 1970 và electropop thập niên 1980, cũng như nhạc club thập niên 2000. Madonna bắt đầu thực hiện dự án với Mirwais Ahmadzaï nhưng cảm thấy thành quả từ quá trình hợp tác không giống như định hướng cô mong muốn, trước khi nữ ca sĩ tiếp cận với giám đốc âm nhạc trong hai chuyến lưu diễn gần nhất của cô Stuart Price. Đĩa nhạc được cấu trúc như một danh sách phát của DJ, với những bài hát được sắp xếp theo trình tự liên tục mà không có bất kỳ khoảng trống nào. Tiêu đề của Confessions on a Dance Floor phản ánh sự tiến triển trong tổng thể album, thay đổi từ những bản nhạc vui vẻ sang tuyến giai điệu dữ dội hơn, với nội dung ca từ nhấn mạnh vào cảm xúc cá nhân. Đĩa nhạc cũng sử dụng nhạc mẫu và tham chiếu đến âm nhạc của nhiều nghệ sĩ như ABBA, Donna Summer, Pet Shop Boys, Bee Gees và Depeche Mode.
Sau khi phát hành, Confessions on a Dance Floor nhận được những phản ứng tích cực từ các nhà phê bình âm nhạc, trong đó họ gọi đây là sự trở lại đúng nghĩa của Madonna và xếp vào danh sách những album hay nhất của cô, đồng thời ca ngợi khâu sản xuất của Price. Ngoài ra, đĩa nhạc còn nhận được nhiều giải thưởng và đề cử tại những lễ trao giải lớn, chiến thắng một giải Grammy cho Album nhạc dance/điện tử xuất sắc nhất tại lễ trao giải thường niên lần thứ 49. Confessions on a Dance Floor cũng gặt hái những thành công bùng nổ về mặt thương mại khi phá vỡ Kỷ lục Guinness Thế giới cho Album đứng đầu bảng xếp hạng âm nhạc ở nhiều lãnh thổ nhất với 40 quốc gia, bao gồm Úc, Áo, Brazil, Canada, Hà Lan, Pháp, Đức, Ý, Tây Ban Nha, Thụy Điển, Thụy Sĩ và Vương quốc Anh, đồng thời lọt vào top 5 ở tất cả những thị trường còn lại. Đĩa nhạc ra mắt ở vị trí số một trên bảng xếp hạng Billboard 200 với 350,000 bản, trở thành album quán quân thứ sáu của Madonna tại Hoa Kỳ. Tính đến nay, Confessions on a Dance Floor đã bán được hơn mười triệu bản trên toàn cầu, trở thành một trong những album của nghệ sĩ nữ bán chạy nhất lịch sử.
Bốn đĩa đơn đã được phát hành từ Confessions on a Dance Floor. "Hung Up" được chọn làm đĩa đơn mở đường và thiết lập kỷ lục thế giới khi nắm giữ ngôi vị đầu bảng tại hơn 41 quốc gia, đồng thời trở thành đĩa đơn thứ 36 trong sự nghiệp của Madonna vươn đến top 10 trên bảng xếp hạng Billboard Hot 100 và giúp cô cân bằng kỷ lục với Elvis Presley về số lượng đĩa đơn top 10 nhiều nhất trong lịch sử. Đĩa đơn tiếp theo "Sorry" cũng vươn đến top 10 ở nhiều thị trường nổi bật, trong khi hai đĩa đơn còn lại "Get Together" và "Jump" đạt được những thành công tương đối. Ngoài ra, "Get Together" cũng nhận được đề cử giải Grammy ở hạng mục Thu âm nhạc dance xuất sắc nhất. Để quảng bá album, nữ ca sĩ trình diễn trên nhiều chương trình truyền hình và lễ trao giải lớn, như giải thưởng Âm nhạc MTV Châu Âu năm 2005, giải Grammy lần thứ 48 và Lễ hội Coachella năm 2006, cũng như thực hiện một chuyến lưu diễn ngắn tại một số câu lạc bộ. Ngoài ra, cô còn tiến hành chuyến lưu diễn thế giới Confessions Tour (2006) với 60 đêm diễn và đi qua ba châu lục, sau đó phá vỡ kỷ lục cho chuyến lưu diễn của nghệ sĩ nữ có doanh thu cao nhất lúc bấy giờ.

## Danh sách bài hát
| Confessions on a Dance Floor – Phiên bản tiêu chuẩn | Confessions on a Dance Floor – Phiên bản tiêu chuẩn | Confessions on a Dance Floor – Phiên bản tiêu chuẩn       | Confessions on a Dance Floor – Phiên bản tiêu chuẩn | Confessions on a Dance Floor – Phiên bản tiêu chuẩn |
| STT                                                 | Nhan đề                                             | Sáng tác                                                  | Sản xuất                                            | Thời lượng                                          |
| --------------------------------------------------- | --------------------------------------------------- | --------------------------------------------------------- | --------------------------------------------------- | --------------------------------------------------- |
| 1.                                                  | "Hung Up"                                           | Madonna Stuart Price Benny Andersson Björn Ulvaeus        | Madonna Price                                       | 5:36                                                |
| 2.                                                  | "Get Together"                                      | Madonna Anders Bagge Peer Åström Price                    | Madonna Price                                       | 5:30                                                |
| 3.                                                  | "Sorry"                                             | Madonna Price                                             | Madonna Price                                       | 4:43                                                |
| 4.                                                  | "Future Lovers"                                     | Madonna Mirwais Ahmadzaï                                  | Madonna Ahmadzaï                                    | 4:51                                                |
| 5.                                                  | "I Love New York"                                   | Madonna Price                                             | Madonna Price                                       | 4:11                                                |
| 6.                                                  | "Let It Will Be"                                    | Madonna Ahmadzaï Price                                    | Madonna Price                                       | 4:18                                                |
| 7.                                                  | "Forbidden Love"                                    | Madonna Price                                             | Madonna Price                                       | 4:22                                                |
| 8.                                                  | "Jump"                                              | Madonna Joe Henry Price                                   | Madonna Price                                       | 3:46                                                |
| 9.                                                  | "How High"                                          | Madonna Christian Karlsson Pontus Winnberg Henrik Jonback | Madonna Bloodshy & Avant Price [a]                  | 4:40                                                |
| 10.                                                 | "Isaac"                                             | Madonna Price                                             | Madonna Price                                       | 6:03                                                |
| 11.                                                 | "Push"                                              | Madonna Price                                             | Madonna Price                                       | 3:57                                                |
| 12.                                                 | "Like It or Not"                                    | Madonna Karlsson Winnberg Jonback                         | Madonna Bloodshy & Avant                            | 4:31                                                |
| Tổng thời lượng:                                    | Tổng thời lượng:                                    | Tổng thời lượng:                                          | Tổng thời lượng:                                    | 56:28                                               |

| Confessions on a Dance Floor – Phiên bản giới hạn đặc biệt (bản nhạc bổ sung) | Confessions on a Dance Floor – Phiên bản giới hạn đặc biệt (bản nhạc bổ sung) | Confessions on a Dance Floor – Phiên bản giới hạn đặc biệt (bản nhạc bổ sung) | Confessions on a Dance Floor – Phiên bản giới hạn đặc biệt (bản nhạc bổ sung) | Confessions on a Dance Floor – Phiên bản giới hạn đặc biệt (bản nhạc bổ sung) |
| STT                                                                           | Nhan đề                                                                       | Sáng tác                                                                      | Sản xuất                                                                      | Thời lượng                                                                    |
| ----------------------------------------------------------------------------- | ----------------------------------------------------------------------------- | ----------------------------------------------------------------------------- | ----------------------------------------------------------------------------- | ----------------------------------------------------------------------------- |
| 13.                                                                           | "Fighting Spirit"                                                             | Madonna Ahmadzaï                                                              | Madonna Ahmadzaï                                                              | 3:32                                                                          |

| Confessions on a Dance Floor – Phiên bản Icon Members (tải nhạc bổ sung) | Confessions on a Dance Floor – Phiên bản Icon Members (tải nhạc bổ sung) | Confessions on a Dance Floor – Phiên bản Icon Members (tải nhạc bổ sung) | Confessions on a Dance Floor – Phiên bản Icon Members (tải nhạc bổ sung) | Confessions on a Dance Floor – Phiên bản Icon Members (tải nhạc bổ sung) |
| STT                                                                      | Nhan đề                                                                  | Sáng tác                                                                 | Sản xuất                                                                 | Thời lượng                                                               |
| ------------------------------------------------------------------------ | ------------------------------------------------------------------------ | ------------------------------------------------------------------------ | ------------------------------------------------------------------------ | ------------------------------------------------------------------------ |
| 14.                                                                      | "Super Pop"                                                              | Madonna Ahmadzaï                                                         | Madonna Ahmadzaï                                                         | 3:42                                                                     |

| Confessions on a Dance Floor – Phiên bản chưa phối khí | Confessions on a Dance Floor – Phiên bản chưa phối khí | Confessions on a Dance Floor – Phiên bản chưa phối khí |
| STT                                                    | Nhan đề                                                | Thời lượng                                             |
| ------------------------------------------------------ | ------------------------------------------------------ | ------------------------------------------------------ |
| 1.                                                     | "Hung Up"                                              | 5:37                                                   |
| 2.                                                     | "Get Together"                                         | 5:14                                                   |
| 3.                                                     | "Sorry"                                                | 4:41                                                   |
| 4.                                                     | "Future Lovers"                                        | 5:01                                                   |
| 5.                                                     | "I Love New York"                                      | 4:35                                                   |
| 6.                                                     | "Let It Will Be"                                       | 4:20                                                   |
| 7.                                                     | "Forbidden Love"                                       | 4:22                                                   |
| 8.                                                     | "Jump"                                                 | 3:58                                                   |
| 9.                                                     | "How High"                                             | 4:03                                                   |
| 10.                                                    | "Isaac"                                                | 5:59                                                   |
| 11.                                                    | "Push"                                                 | 3:32                                                   |
| 12.                                                    | "Like It or Not"                                       | 4:35                                                   |
| Tổng thời lượng:                                       | Tổng thời lượng:                                       | 55:57                                                  |

| Confessions on a Dance Floor – Phiên bản Tour tại Nhật Bản (DVD kèm theo) | Confessions on a Dance Floor – Phiên bản Tour tại Nhật Bản (DVD kèm theo) | Confessions on a Dance Floor – Phiên bản Tour tại Nhật Bản (DVD kèm theo) | Confessions on a Dance Floor – Phiên bản Tour tại Nhật Bản (DVD kèm theo) |
| STT                                                                       | Nhan đề                                                                   | Đạo diễn                                                                  | Thời lượng                                                                |
| ------------------------------------------------------------------------- | ------------------------------------------------------------------------- | ------------------------------------------------------------------------- | ------------------------------------------------------------------------- |
| 1.                                                                        | "Hung Up" (video ca nhạc)                                                 | Johan Renck                                                               | 5:27                                                                      |
| 2.                                                                        | "Hung Up: Quá trình thực hiện Video" (hậu trường)                         | Renck                                                                     | 14:08                                                                     |
| 3.                                                                        | "Sorry" (video ca nhạc)                                                   | Jamie King                                                                | 4:48                                                                      |
| 4.                                                                        | "Sorry: Quá trình thực hiện Video" (hậu trường)                           | King                                                                      | 14:38                                                                     |

| Confessions Remixed – Phiên bản giới hạn | Confessions Remixed – Phiên bản giới hạn | Confessions Remixed – Phiên bản giới hạn |
| STT                                      | Nhan đề                                  | Thời lượng                               |
| ---------------------------------------- | ---------------------------------------- | ---------------------------------------- |
| 1.                                       | "Hung Up" (SDP's Extended Vocal)         | 7:57                                     |
| 2.                                       | "Hung Up" (SDP's Extended Dub)           | 7:57                                     |
| 3.                                       | "Sorry" (Man With Guitar Mix)            | 7:23                                     |
| 4.                                       | "Get Together" (Jacques Lu Cont Mix)     | 6:17                                     |
| 5.                                       | "I Love New York" (Thin White Duke Mix)  | 7:42                                     |
| 6.                                       | "Let It Will Be" (Paper Faces Mix)       | 7:28                                     |
| Tổng thời lượng:                         | Tổng thời lượng:                         | 44:44                                    |

Ghi chú
- ^[a]  – nghĩa là đồng sản xuất

Ghi chú nhạc mẫu
- "Hung Up" sử dụng nhạc mẫu "Gimme! Gimme! Gimme! (A Man After Midnight)" của ABBA và sáng tác bởi Benny Andersson và Björn Ulvaeus.

## Xếp hạng
| Bảng xếp hạng (2005–2006)                     | Vị trí cao nhất |
| --------------------------------------------- | --------------- |
| Album Argentina (CAPIF)                       | 2               |
| Album Úc (ARIA)                               | 1               |
| Album Úc Dance (ARIA)                         | 1               |
| Album Áo (Ö3 Austria)                         | 1               |
| Album Bỉ (Ultratop Vlaanderen)                | 1               |
| Album Bỉ (Ultratop Wallonie)                  | 1               |
| Album Brazil (ABPD)                           | 1               |
| Album Canada (Billboard)                      | 1               |
| Album Chile (IFPI)                            | 1               |
| Album Croatian (TOTS)                         | 1               |
| Album Cộng hòa Séc (ČNS IFPI)                 | 2               |
| Album Đan Mạch (Hitlisten)                    | 1               |
| Album Hà Lan (Album Top 100)                  | 1               |
| Album Châu Âu (Billboard)                     | 1               |
| Album Phần Lan (Suomen virallinen lista)      | 1               |
| Album Pháp (SNEP)                             | 1               |
| Album Đức (Offizielle Top 100)                | 1               |
| Album Hy Lạp (IFPI)                           | 1               |
| Album Hồng Kông (IFPI)                        | 1               |
| Album Hungaria (MAHASZ)                       | 1               |
| Album Ireland (IRMA)                          | 3               |
| Album Israel (Media Forest)                   | 1               |
| Album Ý (FIMI)                                | 1               |
| Album Nhật Bản (Oricon)                       | 5               |
| Album Mexico (Mexico Top 100)                 | 3               |
| Album New Zealand (RMNZ)                      | 5               |
| Album Na Uy (VG-lista)                        | 1               |
| Album Ba Lan (ZPAV)                           | 1               |
| Album Bồ Đào Nha (AFP)                        | 1               |
| Album Scotland (OCC)                          | 1               |
| Album Singapore (IFPI)                        | 1               |
| Album Tây Ban Nha (PROMUSICAE)                | 1               |
| Album Thụy Điển (Sverigetopplistan)           | 1               |
| Album Thụy Sĩ (Schweizer Hitparade)           | 1               |
| Album Đài Loan (IFPI Taiwan)                  | 1               |
| Album Anh Quốc (OCC)                          | 1               |
| Album Anh Quốc Dance (OCC)                    | 1               |
| Album Hoa Kỳ Billboard 200                    | 1               |
| Album Hoa Kỳ Top Dance/Electronic (Billboard) | 1               |

| Bảng xếp hạng (2005)          | Vị trí cao nhất |
| ----------------------------- | --------------- |
| Album Hàn Quốc (RIAK)         | 6               |
| Album Nhật Bản (Oricon)       | 3               |
| Bảng xếp hạng (2006)          | Vị trí cao nhất |
| Album Cộng hòa Séc (ČNS IFPI) | 9               |
| Album Uruguay Quốc tế (CUD)   | 3               |

| Bảng xếp hạng (2000–2009)                  | Vị trí |
| ------------------------------------------ | ------ |
| Album Hà Lan (Album Top 100)               | 41     |
| Album Anh Quốc (OCC)                       | 82     |
| Hoa Kỳ Dance/Electronic Albums (Billboard) | 2      |

| Bảng xếp hạng                             | Vị trí |
| ----------------------------------------- | ------ |
| Album Ireland Nghệ sĩ Nữ (IRMA)           | 45     |
| Album Anh Quốc Nghệ sĩ Nữ (OCC) 2000–2020 | 32     |

| Bảng xếp hạng (2005)                             | Vị trí |
| ------------------------------------------------ | ------ |
| Album Úc (ARIA)                                  | 44     |
| Album Úc Dance (ARIA)                            | 4      |
| Album Áo (Ö3 Austria)                            | 12     |
| Album Bỉ (Ultratop Flanders)                     | 14     |
| Album Bỉ (Ultratop Wallonia)                     | 2      |
| Album Đan Mạch (Hitlisten)                       | 12     |
| Album Hà Lan (Album Top 100)                     | 10     |
| Album Phần Lan Quốc tế (Suomen virallinen lista) | 5      |
| Album Pháp (SNEP)                                | 4      |
| Album Đức (Offizielle Top 100)                   | 39     |
| Album Hungaria (MAHASZ)                          | 13     |
| Album Ireland (IRMA)                             | 20     |
| Album Ý (FIMI)                                   | 10     |
| Album Mexico (Top 100 Mexico)                    | 54     |
| Album Mexico Tiếng Anh (Top 100 Mexico)          | 14     |
| Album Tây Ban Nha (PROMUSICAE)                   | 15     |
| Album Thụy Điển (Sverigetopplistan)              | 2      |
| Album Thụy Điển Tổng hợp (Sverigetopplistan)     | 3      |
| Album Thụy Sĩ (Schweizer Hitparade)              | 9      |
| Album Anh Quốc (OCC)                             | 15     |
| Hoa Kỳ (SoundScan)                               | 43     |
| Album Toàn cầu (IFPI)                            | 6      |
| Bảng xếp hạng (2006)                             | Vị trí |
| Album Argentina (CAPIF)                          | 10     |
| Album Úc (ARIA)                                  | 28     |
| Album Úc Dance (ARIA)                            | 3      |
| Album Áo (Ö3 Austria)                            | 13     |
| Album Bỉ (Ultratop Flanders)                     | 14     |
| Album Bỉ (Ultratop Wallonia)                     | 19     |
| Album Đan Mạch (Hitlisten)                       | 16     |
| Album Hà Lan (Album Top 100)                     | 22     |
| Album Châu Âu (Billboard)                        | 2      |
| Album Phần Lan Quốc tế (Suomen virallinen lista) | 10     |
| Album Pháp (SNEP)                                | 21     |
| Album Đức (Offizielle Top 100)                   | 13     |
| Album Hy Lạp (IFPI)                              | 50     |
| Album Hy Lạp Quốc tế (IFPI)                      | 13     |
| Album Hungaria (MAHASZ)                          | 16     |
| Album Hungaria Tổng hợp (MAHASZ)                 | 5      |
| Album Ý (FIMI)                                   | 8      |
| Album Nhật Bản (Oricon)                          | 37     |
| Album Mexico (Top 100 Mexico)                    | 21     |
| Album Mexico Tiếng Anh (Top 100 Mexico)          | 6      |
| Album Tây Ban Nha (PROMUSICAE)                   | 20     |
| Album Thụy Điển (Sverigetopplistan)              | 24     |
| Album Thụy Điển Tổng hợp (Sverigetopplistan)     | 29     |
| Album Thụy Sĩ (Schweizer Hitparade)              | 4      |
| Album Anh Quốc (OCC)                             | 46     |
| Hoa Kỳ Billboard 200                             | 22     |
| Hoa Kỳ Dance/Electronic Albums (Billboard)       | 1      |
| Bảng xếp hạng (2007)                             | Vị trí |
| Album Úc Dance (ARIA)                            | 42     |
| Album Pháp Tổng hợp (SNEP/IFOP)                  | 205    |
| Album Hungaria Tổng hợp (MAHASZ)                 | 98     |
| Hoa Kỳ Dance/Electronic Albums (Billboard)       | 7      |
| Bảng xếp hạng (2008)                             | Vị trí |
| Album Pháp Catalog (SNEP/IFOP)                   | 22     |

## Chứng nhận
| Quốc gia | Chứng nhận  | Số đơn vị/doanh số chứng nhận |
| --- | ----------- | ----------------------------- |
| Argentina (CAPIF) | 5× Bạch kim | 200.000^                      |
| Úc (ARIA) | 2× Bạch kim | 200,000                       |
| Bỉ (BEA) | Bạch kim    | 50.000*                       |
| Brasil (Pro-Música Brasil) | Vàng        | 94,061                        |
| Canada (Music Canada) | 5× Bạch kim | 500.000^                      |
| Chile | Vàng        | 10,000                        |
| Czech Republic (ČNS IFPI) | Vàng        | 5,000                         |
| Đan Mạch (IFPI Đan Mạch) | 5× Bạch kim | 100.000‡                      |
| Phần Lan (Musiikkituottajat) | Bạch kim    | 54,588                        |
| Pháp (SNEP) | Kim cương   | 900,000                       |
| Đức (BVMI) | 3× Bạch kim | 900.000^                      |
| Hy Lạp (IFPI Hy Lạp) | 2× Bạch kim | 40.000^                       |
| Hungary (Mahasz) | 2× Bạch kim | 20.000^                       |
| Ireland (IRMA) | 4× Bạch kim | 60.000^                       |
| Ý (FIMI) | 4× Bạch kim | 400,000                       |
| Nhật Bản (RIAJ) | 2× Bạch kim | 700,000                       |
| México (AMPROFON) | Bạch kim    | 100.000^                      |
| Hà Lan (NVPI) | Bạch kim    | 120,000                       |
| New Zealand (RMNZ) | Bạch kim    | 15.000^                       |
| Na Uy (IFPI) | —           | 90,000                        |
| Ba Lan (ZPAV) | Bạch kim    | 23,000                        |
| Bồ Đào Nha (AFP) | 2× Bạch kim | 40.000^                       |
| Nga (NFPF) | 5× Bạch kim | 100.000*                      |
| Hàn Quốc (KMCA) | —           | 5,248                         |
| Tây Ban Nha (PROMUSICAE) | 2× Bạch kim | 200.000^                      |
| Thụy Điển (GLF) | 2× Bạch kim | 120.000^                      |
| Thụy Sĩ (IFPI) | 3× Bạch kim | 120.000^                      |
| Đài Loan (RIT) | —           | 29,000                        |
| Anh Quốc (BPI) | 4× Bạch kim | 1,360,000                     |
| Hoa Kỳ (RIAA) | Bạch kim    | 1,734,000                     |
| Tổng hợp |             |                               |
| Châu Âu (IFPI) | 4× Bạch kim | 4.000.000*                    |
| Toàn cầu | —           | 10,000,000                    |
| * Chứng nhận dựa theo doanh số tiêu thụ. ^ Chứng nhận dựa theo doanh số nhập hàng. ‡ Chứng nhận dựa theo doanh số tiêu thụ và phát trực tuyến. |             |                               |

## Lịch sử phát hành
| Quốc gia       | Ngày              | Định dạng   | Hãng đĩa     | Ct.     |
| -------------- | ----------------- | ----------- | ------------ | ------- |
| Ý              | 9 tháng 11, 2005  | CD cassette | Warner Bros. | [ 144 ] |
| Đức            | 11 tháng 11, 2005 | CD cassette | Warner Bros. | [ 145 ] |
| Pháp           | 14 tháng 11, 2005 | CD cassette | Warner Bros. | [ 146 ] |
| Tây Ban Nha    | 14 tháng 11, 2005 | CD cassette | Warner Bros. | [ 147 ] |
| Vương quốc Anh | 14 tháng 11, 2005 | CD cassette | Warner Bros. | [ 148 ] |
| Canada         | 15 tháng 11, 2005 | CD cassette | Warner Bros. | [ 149 ] |
| Hoa Kỳ         | 15 tháng 11, 2005 | CD cassette | Warner Bros. | [ 150 ] |
| Nhật Bản       | 16 tháng 11, 2005 | CD cassette | Warner Bros. | [ 151 ] |
| Pháp           | 13 tháng 2, 2006  | LP          | Warner Bros. | [ 152 ] |
| Vương quốc Anh | 6 tháng 3, 2006   | LP          | Warner Bros. | [ 153 ] |
| Đức            | 24 tháng 3, 2006  | LP          | Warner Bros. | [ 154 ] |